# Nealcidion latum
Nealcidion latum är en skalbaggsart som först beskrevs av Thomson 1860.  Nealcidion latum ingår i släktet Nealcidion och familjen långhorningar. Inga underarter finns listade i Catalogue of Life.